# ディオメデス・ディアス
ディオメデス・ディアス ・ マエストレ（Diomedes Díaz Maestre, 1957年5月26日 - 2013年12月22日）は、コロンビアの歌手。ディオメデス・ディアスはバジェナート史上最大のレコードセラーであり、キャリアを通じて2,000万を超え、金、プラチナ、ダイヤモンドの記録を獲得した。ラファエル・オロスコ・マエストレの友人だが、音楽の分野では敵であった。彼はジョー・アロージョのような偉大なアーティストと一緒に歌った。彼は、母国であるコロンビアだけでなく、他のラテンアメリカ諸国でも特に成功した。 2013年12月22日、ディオメデス・ディアスは心停止で亡くなった。

## アルバム
- 1976: Herencia Vallenata
- 1976: Tres Canciones
- 1977: De Frente
- 1978: La Locura
- 1979: Dos Grandes
- 1979: Los Profesionales
- 1980: Tu Serenata
- 1980: Para Mi Fanaticada
- 1981: Con Mucho Estilo
- 1982: Todo Es Para Ti
- 1983: Cantando
- 1984: El Mundo
- 1985: Vallenato
- 1986: Brindo Con El Alma
- 1987: Incontenibles
- 1988: Gano El Folclor
- 1989: El Cóndor Herido
- 1990: Canta Conmigo
- 1991: Mi Vida Musical
- 1992: El Regreso del Cóndor
- 1993: Titulo de Amor
- 1994: 26 de Mayo
- 1995: Un Canto Celestial
- 1996: Muchas Gracias
- 1997: Mi Biografía
- 1998: Volver a Vivir
- 1999: Experiencias Vividas
- 2002: Gracias a Dios
- 2003: Pidiendo Vía
- 2005: De Nuevo Con Mi Gente
- 2007: La Voz
- 2009: Celebremos Juntos
- 2009: Listo Pa' la foto
- 2011: Con Mucho Gusto
- 2013: La Vida del Artista

## テレノベラ
2012年、彼はラファエル・オロスコ・マエストレのテレノベラにいた（ラファエル・オロスコ、アイドル)、彼の息子の一人、ラファエル・サントスが演じる。
2015年、コロンビア最大のテレビネットワークの1つであるRCNチャンネルのテレビシオンは、歌手の人生に基づいてテレノベラ（Diomedes、el Cacique de La Junta）を放送した。 オーランド・リニャンをディオメデス・ディアスとして主演。
2019年、彼は息子マルティン・エリアスの生涯に基づいて、カラコル・テレビシオンテレノベラ（El hijo del Cacique）でフランチェスコ・チェドラウイによって描かれた。